# Baetis brunneicolor
Baetis brunneicolor är en dagsländeart som beskrevs av Mcdunnough 1925. Baetis brunneicolor ingår i släktet Baetis och familjen ådagsländor. Inga underarter finns listade i Catalogue of Life.